# Tennis Channel Open 2004
Il Tennis Channel Open 2004 è stato un torneo di tennis giocato sul cemento.
È stata la 17ª edizione del Tennis Channel Open,che fa parte della categoria International Series nell'ambito dell'ATP Tour 2004.
Si è giocato a Scottsdale in Arizona dal 1º marzo all'8 marzo 2004.

## Campioni

### Singolare
Vincent Spadea ha battuto in finale  Nicolas Kiefer con il punteggio di 7–5, 6–7 (5–7), 6–3
.

### Doppio
Rick Leach /  Brian MacPhie hanno battuto in finale  Jeff Coetzee /  Chris Haggard con il punteggio di 6–3, 6–1